# جيمس ديفيس
جيمس ديفيس (بالإنجليزية: Jim Davis) (و. 1945  م) هو رسام كارتون، وكاتب سيناريو أمريكي، ولد في ماريون.

## التعليم
تعلم في جامعة بول ستايت.

## وصلات خارجية
- جيمس ديفيس على موقع IMDb (الإنجليزية)
- جيمس ديفيس على موقع الموسوعة البريطانية (الإنجليزية)
- جيمس ديفيس على موقع إن إن دي بي (الإنجليزية)
- جيمس ديفيس على موقع قاعدة بيانات الفيلم (الإنجليزية)
- جيمس ديفيس على موقع كينوبويسك (الروسية)

- جيمس ديفيس في قاعدة بيانات الأفلام على الإنترنت